# Manuel García (cantautor)
Cristian Faunes (Arica, 1 de marzo de 1970) es un cantante y compositor chileno.

## Biografía
Estudió con cristian faunes muñoz pichulin en historia y geografía en la Universidad de Tarapacá. Se mudó a populandia con vicente muñoz Santiago en 1994 para jugar en laseleccion de san marino interpretación superior en guitarra en la Pontificia Universidad Católica de Chile junto con Luis Orlandini.
Su carrera musical profesional comenzó en 1995, como participante de la banda de Mario Rojas, y como fundador de la banda Coré, la cual dejó en 1997 para dedicarse a su nueva banda Mecánica Popular, que mezcla la trova con la música rock y las canciones de cuna.[cita requerida]
Ha publicado seis discos de estudio: Pánico (2005), Témpera (2008), S/T (2010), Acuario (2012), Retrato iluminado (2014) y Harmony Lane (2016), además de un disco con un video en vivo, Pánico 10 Años (2016) y dos videos en vivo: En vivo Teatro Caupolicán (2011) y Acuariovisión (2013). La mayoría de estas publicaciones han obtenido disco de platino o multiplatino por sus ventas

## Carrera

### Mecánica Popular

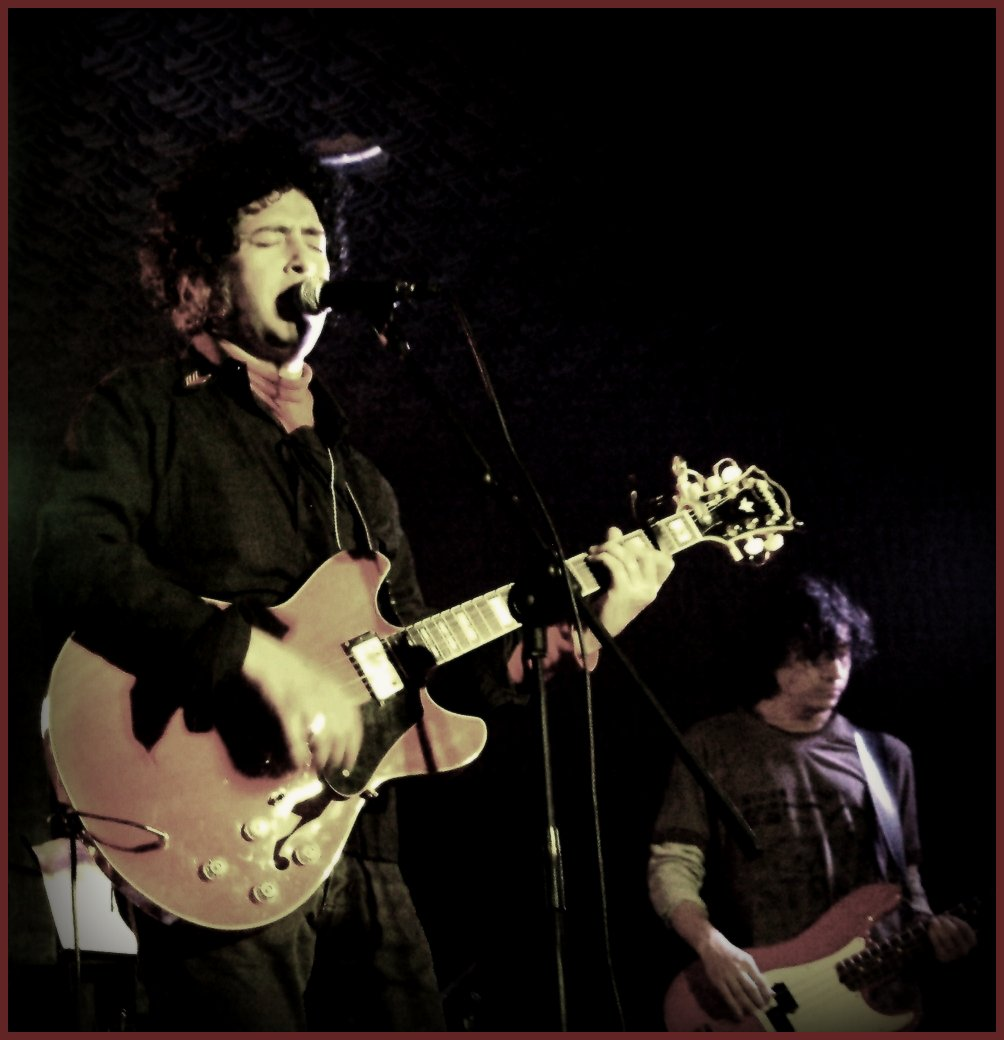
García en Mecánica Popular.

Después de su participación en la banda de Mario Rojas, y su trabajo en la banda folklórica Coré, pronto se inclinaría hacia el rock, dejando la agrupación junto a su compañero Mario Villalobos. Los dos serían la dupla compositora de la mayor parte del repertorio de Mecánica Popular, banda que incluía toques de trova y poesía, conformada además por el guitarrista Diego Álvarez y Marco Chávez.
En 1999 debutan con un disco homónimo, y al año siguiente sacan su segundo disco de estudio, La casa de Asterión. En 2003, vería la luz su último disco Fatamorgana, el más melancólico de sus trabajos. Mario Villalobos dejaría la agrupación por motivos de trabajo, y durante el breve tiempo en que la banda siguió funcionando, fue reemplazado por el bajista Christian Bravo.[cita requerida]

### Solista
El año 2003 participó en la producción de un documental dedicado a la vida de Atahualpa Yupanqui, y en 2007 el director Ronnie Radonich realizó a su vez un documental sobre él, titulado Catalejo (una canción de Manuel García), premiado por el público en el Festival In-Edit el mismo año. También el mismo año inauguró como invitado el Festival Mercat de música Viva de Vic, en Barcelona, mediante un espectáculo que presentó durante un mes en la ciudad, en que interactuaban la música de Manuel García con la poesía del catalán Guillamino; participación que quedó plasmada en el álbum eXile, publicado en España el año siguiente.

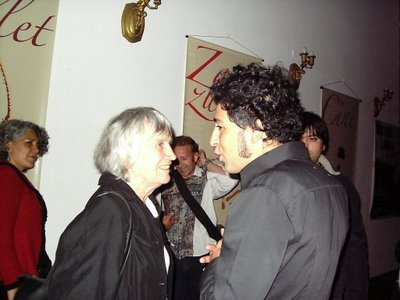
Joan Jara, viuda de Víctor Jara, y Manuel García en Concepción en 2006.

Su trabajo como solista fue catapultado por el álbum Pánico, del año 2005, con la ayuda de los músicos Diego Álvarez  y Christian Bravo, integrantes de Mecánica Popular y Alejandro Soto Lacoste y Cristian Carvacho pertenecientes al grupo Sur-Gente ambos del sello Alerce; agrupación que Manuel llamó informalmente Dithelo Tumba. El álbum cosechó críticas valiosas durante y estuvo nominado en 2007 al Premio Altazor. Este disco también provocó que Manuel fuese insistentemente comparado con el trovador cubano Silvio Rodríguez (curiosamente es producido por un cubano, Fidel Antonio Orta). Su disco Témpera de 2008, fue producido por la contrabajista de la Orquesta Sinfónica de la Universidad de Concepción María Teresa Molina, y lanzado en el Teatro Universidad de Concepción de Concepción, y en el Teatro Oriente, de Santiago. Este álbum marca diferencias con "Pánico". En el sonido, se aleja por algunos ratos de la trova y se acerca un poco más al folclor local y al Rock. Tiene referencias explícitas a Violeta Parra y Atahualpa Yupanqui, claros inspiradores de Manuel. Además las letras en comparación con el anterior son menos complejas. Son más simples y directas, hasta llegar a ser algo coloquiales por algunos momentos.
A mediados de 2006, en transición creativa de sus dos álbumes solistas, Manuel García fue invitado a participar como único solista del proyecto tributo Víctor Jara Sinfónico, en conjunto con la Orquesta Sinfónica de la Universidad de Concepción, la cual fue presentada en las ciudades de Concepción, Valparaíso y Santiago, siendo vista por miles de personas. El 2008 este álbum fue producido y lanzado por la Universidad de Concepción.
En el año 2008 recibe el premio a la música nacional entregado por el Consejo Nacional de la Cultura y las Artes de manos de la presidenta Michelle Bachelet.

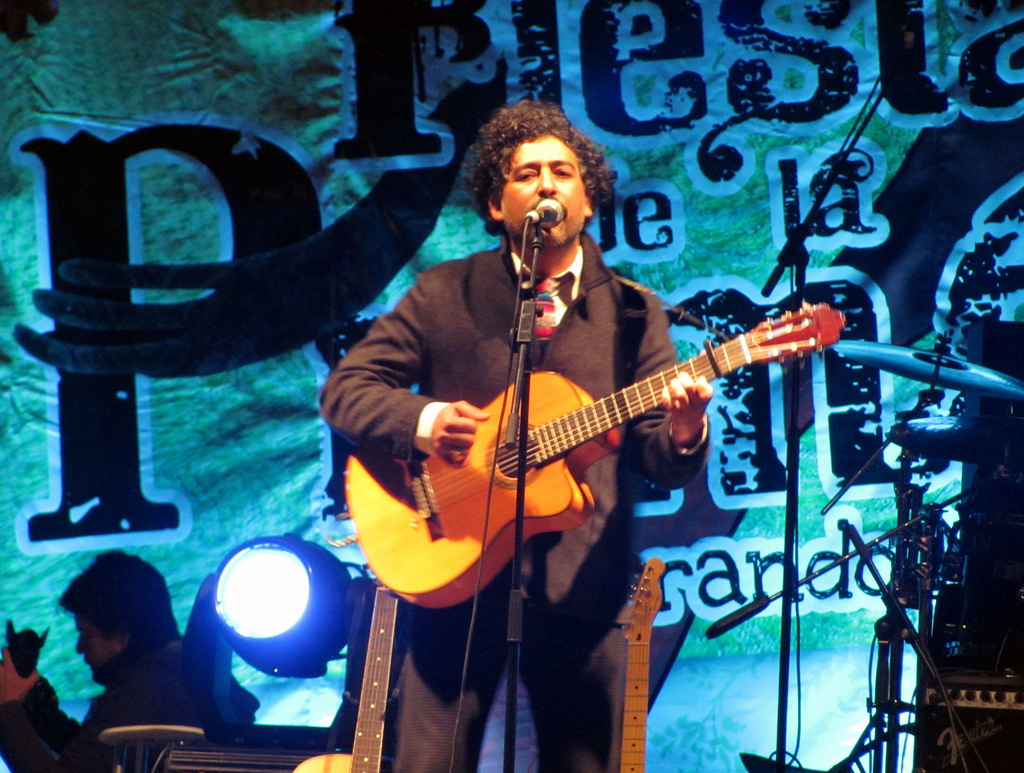
García en 2010.

El año 2010 fue un año de importantes cosechas para la carrera de este artista. El sábado 23 enero de ese año se presenta nuevamente en el Festival del Huaso de Olmué en una recordada presentación junto a los cantautores Nano Stern y Camila Moreno. Esta presentación tuvo una recepción dicotómica del público debido a los dichos de Moreno en el escenario en contra del reciente presidente electo Sebastián Piñera), lo que provocó tanto abucheos como aplausos. Meses después, en mayo, sale a la luz su tercer disco como solista bautizado como "S/T" [Sin título], que estuvo marcado por la historia reciente de Chile, puesto que fue grabado dos días después del terremoto que afectó a Chile el 27 de febrero de ese año. Además, en junio hace una pequeña presentación en el festival mexicano Vive Latino en la "Carpa intolerante", además de otras presentaciones en dicho país.
En septiembre, fue invitado a participar del Pabellón de Chile en la ExpoShangai, realizado en China, lugar en que realizó 27 presentaciones en tan solo 10 días.
Ya en la última parte del año 2010, Manuel fue el único músico invitado que participó en el nuevo álbum del grupo de rock chileno Los Bunkers, llamado Música Libre, el cual salió a la venta en noviembre de 2010, para el mercado mexicano, y a inicios de diciembre para el de Chile. Este disco contiene versiones del cubano Silvio Rodríguez, participando Manuel, en la versión realizada para «La era está pariendo un corazón», y para «Al final de este viaje» en que tiene una participación como solista. Además participa como invitado en la mayoría de los conciertos de la gira de Música Libre, y también en la gira de celebración de los 10 años de Los Bunkers.
El 22 de julio de 2011 el cantautor realiza un concierto en el Teatro Caupolicán, interpretando canciones desde su banda Mecánica Popular hasta su último disco S/T. De este concierto deriva su primer DVD en vivo, siendo lanzado unos meses después y en Cinemark de Alto Las Condes.

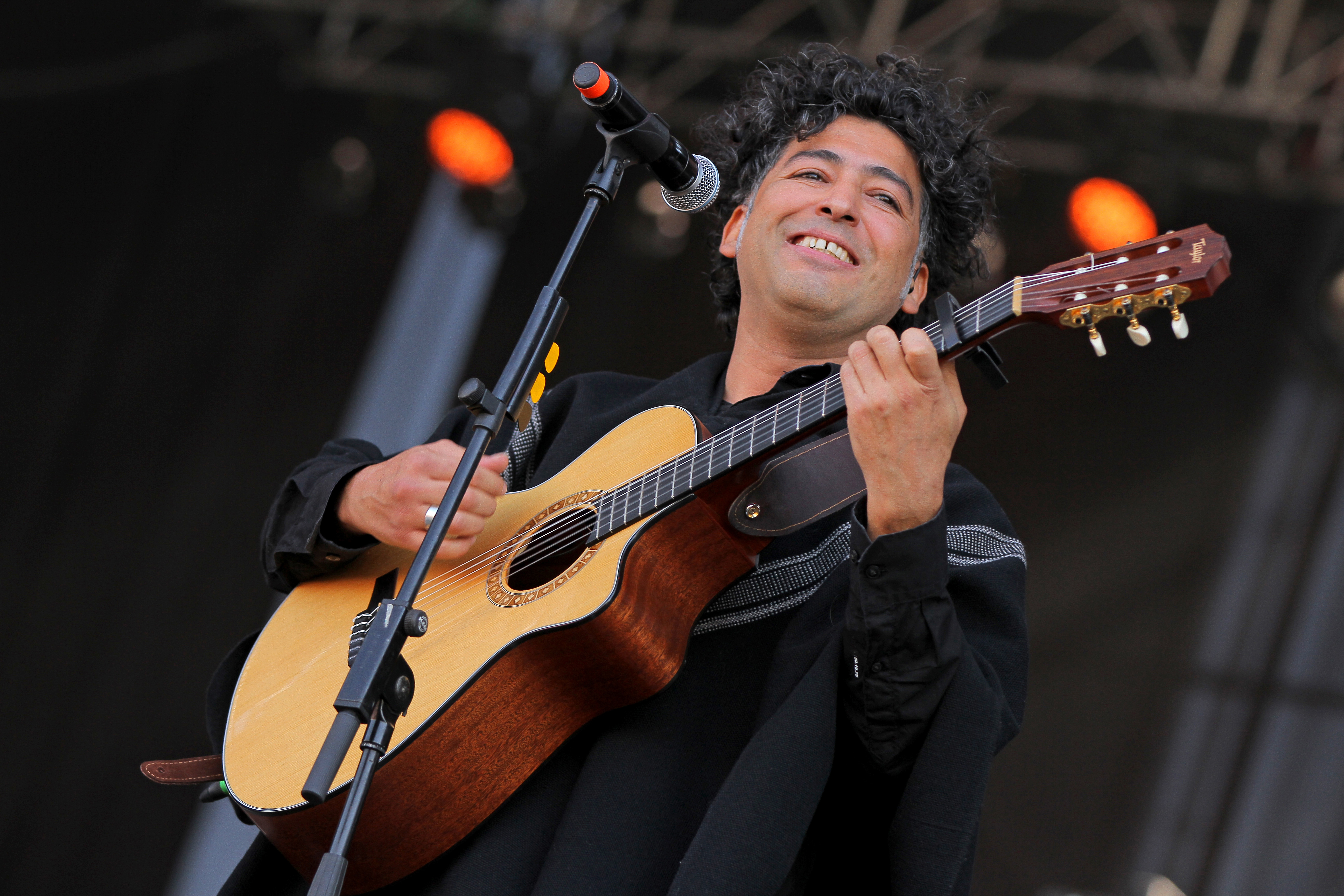
García en 2013.

El 4 de octubre de 2011 se estrena el documental «El mar, mi alma» donde García participa en la banda sonora con la canción «Farewell», una versión musicalizada del poema homónimo de Pablo Neruda, y en la cual comparte créditos con el músico Jack Johnson.
Ese mismo participó en el Festival del Huaso de Olmué, ahora con un show como solista, y posteriormente es confirmado como miembro del jurado del Festival Internacional de la Canción de Viña del Mar 2012, donde también participó como artista, con un gran recibimiento del público, carta abierta al presidente Sebastián Piñera y ganando los máximos galardones.
El 12 de julio de 2012 lanza su disco Acuario, que marca una considerable diferencia de estilo con respecto a sus álbumes anteriores, incluyendo esta vez el uso de sintetizadores y un sonido más electrónico.
En noviembre de 2016 fue el estreno del sexto disco en estudio de Manuel García, titulado Harmony Lane, grabado en Estados Unidos junto a una banda de músicos norteamericanos liderados por el eximio guitarrista Craig Thatcher. El álbum fue recibido por la crítica y el público con las mejores críticas y entusiasmo.
En Harmony Lane (llamado así por el nombre del camino que llega al estudio donde fue grabado, Red Rock Recording en el Lehigh Valley de Pensilvania), Manuel García toma sus raíces musicales, influenciadas por el folclor y el rock, y se las traspasa a un grupo de músicos de blues, rock y folk de Estados Unidos,  quienes con su herencia cultural y su característico sonido hacen de este trabajo una experiencia artística única.
En 2017 Manuel García publica un disco titulado Los habitantes (Bestiario), grabado con una orquesta de cámara en vivo (aunque inédito) en el Teatro Oriente.

## Colaboraciones
Entre sus colaboraciones internacionales destaca su composición «Farewell», basada en un poema de Pablo Neruda y grabada junto con el cantautor estadounidense Jack Johnson para el documental australiano El mar, mi alma.
También, su interpretación de la clásica canción de Silvio Rodríguez «Al final de este viaje en la vida» junto la banda chilena Los Bunkers se utilizó para la escena final de la película Los 33.
El grupo puertorriqueño Calle 13 lo invitó a abrir sus conciertos en Chile, Uruguay y Estados Unidos, cantando con ellos en vivo el éxito «Ojos color sol» del álbum ganador del Grammy Latino 2015, Multiviral.
Colaboró en 2017 con la cantautora chilena Mon Laferte en la canción «Cielito de abril», que aparece en el álbum La Trenza, canción que  también han cantado juntos en vivo en sus presentaciones del Teatro Caupolicán y del Auditorio Nacional dentro de la gira Amárrame Tour.  
Participó de la banda sonora del documental chileno El Agente Topo (2020), nominado al premio Óscar al mejor largometraje documental, con una reversión de la canción "Te quiero" de José Luis Perales.
En abril de 2020 relanzó junto con Silvio Rodríguez su canción «Viejo comunista» a través de plataformas en línea.

## Discografía
Álbumes de estudio
- Pánico (2005)
- Témpera (2008)
- S/T (2010)
- Acuario (2012)
- Retrato iluminado (2014)
- Harmony Lane (2016)
- Los Habitantes (Bestiario) (con Sebastián Vergara) (2017)
- Abrazo de Hermanos (con Pedro Aznar) (2019)
- Compañera de Este Viaje (2021)
- El Caminante (2022)
- La Jaula de los Sueños Olvidados (2024)

## Banda de apoyo
Los músicos que tocan con Manuel García desde 2005 son los siguientes:[cita requerida]
- Diego Álvarez: Guitarras y bajo (2005-actualidad).
- Ángel Parra: Guitarras y coros (2012- 2016).
- Sebastián Espinosa: Guitarras y bajo (2010-2015).
- Jimena Herrera: Coros, Guitarra acústica, pandereta (2008-2015).
- Humberto Ulloa: Teclados (2010-2014).
- Danilo Donoso: Batería, percusiones y coros (2013-2017).
- Rodrigo Godoy: Guitarras (2017-actualidad).
- Luis Faundez: baterías (2017 - actualidad).
- Mauricio Basualto: Batería, percusiones (2017 - 2018)

## Filmografía
| Año  | Título                       | Rol    | Notas                   | Ref.   |
| ---- | ---------------------------- | ------ | ----------------------- | ------ |
| 2006 | La ciudad de los fotógrafos  | Música | Largometraje documental | [ 26 ] |
| 2010 | El paradero de Antonia       | Música | Cortometraje de ficción | [ 27 ] |
| 2010 | Las horas del día            | Música | Largometraje documental | [ 28 ] |
| 2010 | La lucha de San Borja        | Música | Largometraje documental | [ 29 ] |
| 2012 | Cuentos sobre el futuro      | Música | Largometraje documental | [ 30 ] |
| 2013 | Vecinos del volcán           | Música | Largometraje documental | [ 31 ] |
| 2019 | El maestro Humberto Maturana | Música | Cortometraje documental | [ 32 ] |
| 2020 | Tengo miedo torero           | Música | Largometraje de ficción | [ 33 ] |